# PS Wingfield Castle
Le PS Wingfield Castle est un ancien ferry, bateau à roues à aubes, de l'estuaire Humber. Il est maintenant préservé en navire musée dans le port d'Hartlepool dans le Comté de Durham.
Ce bâtiment est inscrit au registre du National Historic Ships  depuis 1993 et il est aussi l'un des nombreux bateaux de la National Historic Fleet.

## Histoire
Le Wingfield Castle a été construit par William Gray & Company à Hartlepool, et lancé en 1934, avec un navire jumeau, le PS Tattershall Castle. Un troisième navire similaire, le PS Lincoln Castle, construit à Glasgow, a été lancé en 1940.
Il porte le nom du Wingfield Castle dans le Suffolk.
Mis hors service en 1974, il devait être transformé en restaurant flottant dans la marina de Swansea au début des années 1980, mais étant trop large pour passer à travers les portes des écluses le projet n'a pas abouti.
Il est aujourd'hui conservé à Hartlepool comme navire musée au Dock Jackson, dans le cadre de l'attraction touristique connue sous le nom de Hartlepool's Maritime Experience (en) comprenant également le HMS Trincomalee.